# Phaenospermatae
Phaenospermatae é uma tribo da subfamília Bambusoideae.

## Gêneros
Phaenosperma